# Ибн Халдун
Ибн Халдун (ابن خلدون, пуно име ولي الدين عبد الرحمن بن محمد بن محمد بن أبي بكر محمد بن الحسن Abu Zaid 'Abd al-Rahman ibn Muhamed ibn Халдун al-Hadrami, 27. мај 1332, Тунис – 17. март 1406, Каиро) је био средњовековни арапски филозоф који је живео и стварао у Тунису.
Иако је био познатији као историчар, у његовој филозофији је значајна теорија о цикличном схватању историје. Ту своју теорију представио је у дјелу које се састоји из седам томова „Општа историја“ свјетске цивилизације. Историчари као најзначајнији дио овог дјела сматрају Увод (Muqaddima). Он је вјеровао да се циклуси мијењају сваких 120 година.
За Халдуна се може са правом рећи да је оснивач социологије (иако ће назив „социологија“ доћи тек са Контом), јер је проширио подручје историје, која сада постаје наука о друштву. Појам људско друштво није постојао, те Халдун да би дефинисао тај појам уводи арапски појам умран.

## Биографија
Ибн Халдунов живот је релативно добро документован пошто је написао аутобиографију (al-ta`rîf bi-ibn khaldûn wa-rihlatuhu gharban wa-sharqan, коју је објавио Muhammad ibn Tâwît al-Tanjî, Каиро 1951) у којој се бројни документи, који се односе на његов живот, цитирају реч за реч. Ипак његова аутобиографија садржи мало података о његовом приватном животу, па се једнако мало зна о његовој породичној позадини. Опште познат као Ибн Халдун по свом далеком претку, родио се у Тунису 1332. године у андалузијској породици Бану Халдун, која је припадала горњем слоју друштва. Његова породица, која је држала многе високе службе у Андалузији, емигрирала је у Тунис средином 13. века након пада Севиље на почетку реконкисте. Поједини чланови његове породице под туниском династијом Хафсида обављали су политичку службу; док су се Ибн Халдунов отац и деда повукли из политичког живота те придружили мистичном реду.
У својој аутобиографији Ибн Халдун утврђује своје порекло уназад до времена пророка Мухамеда кроз арапско племе из Јемена, посебно Хадрамута, који су дошли у Шпанију на почетку исламског освајања у осмом веку. Његовим властитим речима: „И наши преци су од Хадрамаута, од Арапа из Јемена, преко Ва'ила ибн Хајара, најбољег од Арапа, врло познатог и поштованог“. Неки биографи (нпр. Мохамад Енан) ипак преиспитују његове тврдње, те предлажу да је његова породица потицала од Бербера који су присвајали арапско порекло ради стицања друштвеног положаја.

## Образовање
Породични високи положај омогућио је Ибн Халдуну да студира с најбољим северноафричким учитељима тога времена. Класично арапско образовање стекао је проучавањем Курана и арапске лингвистике, основе за разумијевање Курана и исламског закона, Хадиса и Фикха. Мистик, математичар и филозоф Ал-Абили увео га је у математику, логику и филозофију, где је понајвише проучавао радове Авероеса, Авицене, Разија и ал-Тусија. Ибн Халдун је са 17 година изгубио своје родитеље у епидемији куге која је погодила Тунис.
Следећи породичну традицију, Ибн Халдун је тежио политичкој каријери. Непрестано промењива политичка ситуација у тадашњој северној Африци тражила је високи ступањ вештине, склапајући савезе и примерено их прекидајући, ради избегавања невоља због честих преноса власти које су моћ само привремено држале у својим рукама. Ибн Халдунова се аутобиографија, у којој проводи време у затвору, добија највише службе и одлази у прогонство, повремено чита попут некакве авантуристичке приче.

## Ране године у Тунису и Гранади
Са 20 година је започео своју политичку каријеру у Канцеларству туниског владара, Ибн Тафракина, с положајем катиба ал-'аламаха, који се састојао од писања фином калиграфијом типичних уводних билежака службених докумената. Године 1352. Абу Зиад, султан од Константине, кренуо је у напад на Тунис и поразио га. Ибн Халдун, незадовољан својим политички безначајним положајем, следио је свога учитеља Абилија у Фес. Тамо му је меринидски султан Абу Инан Фарес I дао положај писца краљевских прокламација, али то га није спречило да сплеткари против својег послодавца. Године 1357. то је донело 25-годишњем Ибн Халдуну затворску казну дугу 22 месеца. На вест о смрти Абу Инана 1358. године везир ал-Хасан ибн Омар га је ослободио и поново поставио на његов положај и службу. Ибн Халдун је затим сплеткарио против Абу Инанова наследника, Абу Салема Ибрахима III, заједно с Абу Салемовим ујаком, Абу Салемом. Чим је Абу Салем дошао на власт дао је Ибн Халдуну министарски положај, први положај који је одговарао Ибн Халдуновим очекивањима.
Након пада Абу Салема на власт долази Ибн Амар Абд Алах, Ибн Халдунов пријатељ, који за разлику од свога претходника није доделио никакав значајни службени положај разочараном Халдуну. Истовремено је Амар успешно спречио Ибн Халдуна - чије су му политичке вештине биле врло добро познате - да се удружи с Абд ал-Вадидсом у Тлемцену. Ибн Халдун је стога одлучио да оде у Гранаду. Био је уверен у позитивну добродошлицу, пошто је код Феса помогао султану од Гранаде, Насриду Мухамеду V, да повратити моћ из својег привременог прогонства. Године 1364. Мухамед му је поверио дипломатску мисију код краља од Кастиље, Педру Окрутном, како би потписао мировни споразум. Ибн Халдун је успешно извршио ту мисију, те је пристојно одбио Педрову понуду да остане на његовом двору и да му се врате сви поседи његове породице у Шпанији.
У Гранади је Ибн Халдун брзо почео да се такмичи с Мухамедовим везиром, Ибн ел Хатибом, који је видео да унутар блиског односа између Мухамеда и Ибн Халдуна расте неповерење. Ибн Халдун је покушао да обликује младог Мухамеда по свом идеалу мудрог владара. Ибн ел Ххатиб је сматрао тај подухват лудим и опасним за мир у земљи - а историја је показала да је био у праву. На крају је на ел Хатибов наговор Ибн Халдун послан назад у северну Африку. Мухамед је касније оптужио самог ел Хатиба због заузимања неортодоксних филозофских гледишта, те га убио упркос Ибн Халдунову заузимању у корист његова старог ривала. О том свом сукобу с Ибн ел Хатибом и разлозима свога повратка у Африку Ибн Халдун у својој аутобиографији говори врло мало. Оријенталиста Мухсин Махди интерпретира то као показивање да је Ибн Халдун касније схватио да је потпуно погрешно проценио Мухамеда V.

## Висока политичка служба
Вративши се у Африку, хафсидски султан од Беџаја, Абу Абдалах, који је био Халдунов друг у затвору, примио је Ибн Халдуна с великом срдачношћу и именовао га својим првим министром. Током тог раздобља Ибн Халдун је извршио авантуристичку мисију како би скупио порезе међу локалним берберским племенима. Након смрти Абу Абдалаха 1366. Халдун је још једном променио стране и удружио се с владаром од Тлемцена, Абу ел Абасом. Неколико година касније заробио га је Абдалазиз (Абд ул Азиз), који је поразио султана од Тлемцена и присвојио престоље. Ибн Халдун је затим ушао у монашку установу, те се заокупио сколастичким обвезама све до 1370. године када га је нови султан послао у Тлемцен. Након смрти Абд ул Азиза боравио је у Фесу, уживајући патронат и поверење регента.
Ибн Халдунове политичке вештине, поготово његов добар однос с дивљим берберским племенима, биле су високо тражене међу северноафричким владарима, док се он сам почео умарати од политике и сталних промена оданости. Године 1375. Абу Хаму, абдалвадидски султан од Тлемцена, послао је Ибн Халдуна у мисију ка племенима Давадида, па је Ибн Халдун одлучио да потражи склониште код једних од берберских племена, Авлада Арифа из средишњег Алжира, у граду Калата Ибн Салами. Тамо је живео готово три године под њиховом заштитом, узимајући предност своје осаме да напише Мукадиму („Увод“ у своју планирану историју света). У Ибн Салами ипак му је недостајала неопходна литература да доврши своје дјело. Зато се 1378. вратио у Тунис којега је у међувремену освојио Абу Ел Абас, који је узео Ибн Халдуна назад у своју службу. Ибн Халдун се тамо посветио готово искључиво својим проучавањима те је довршио своју историју света. Његов однос с Абу ел Абасом остао је напет, пошто је Абу ел Абас сумњао у његову лојалност, посебно након што му је Ибн Халдун представио препис довршене историје у којој је једноставно изоставио уобичајени панегирик упућен владару. Под изговором одласка на хаџ у Меку - што ни један исламски владар није могао једноставно да забрани - Ибн Халдун је могао да напусти Тунис те је отпловио у Александрију.

## Посљедње године у Египту
У поређењу с Магребом Ибн Халдун је морао да осетити да је Египат био рај; он сам је заиста рекао „Онај који га није видео, не познаје моћ ислама“. Док су све остале исламске регије морале ухватити у коштац с пограничним ратовима и унутрашњим сукобима, Египат је под Мамелуцима доживео раздобље економског просперитета и високе културе. Али чак и у Египту, где је провео остатак свога живота, Ибн Халдун није могао у потпуности остати изван политике. Године 1384. египатски султан ал-Малик удх-Дхахир Баркук учинио га је професором Камхијаха Мадрасаха, те великим кадијом (врховним судијом) маликитске школе фикха или религијског закона (једна од четири школа, маликитска школа, била је широко раширена углавном у западној Африци). Његова настојања у реформи наишла су на отпор, па је након године дана морао да одступи са судијског положаја. Доприносни фактор његовој одлуци да одступи могао би бити тежак ударац који га је погодио 1384. када је близу александријске обале потонуо брод који је превозио његову жену и децу. Ибн Халдун је након свега тога одлучио да заврши ходочашће у Меку.
Након повратка у мају 1388. године Ибн Халдун се јаче концентрирао на чисто образовну функцију у различитим каирским мадрасама. На двору је привремено изгубио наклоност, пошто је током побуна против Баркука - очигледно под принудом - заједно с другим каирским правницима издао фатву против Баркука. Каснији односи с Баркуком вратили су се у нормално стање, па је још једном именован маликитским кадијом. Укупно је био позван на ту високу службу шест пута, али није је због разних разлога никада даље задржао.
Године 1401. под Баркуковим наследником и сином Фарајом, Ибн Халдун је суделовао у војном походу против монголског освајача Тимура који је опколио Дамаск. Халдун је сумњао у успех потхвата и заиста није желио да напусти Египат. Његове су сумње биле оправдане, пошто је млади и неискусни Фарај, забринут око побуне у Египту, препустио у Сирији властиту војску самој себи и пожурио кући. Ибн Халдун је остао у опкољеном граду седам недеља након чега је ужадима спуштен преко градских зидина у намери да преговара с Тимуром. Тај историјски низ сусрета Халдун опсежно извештава у својој аутобиографији. Тимур га је детаљно испитивао о условима у земљама Магреба. Чак је на његов захтев Ибн Халдун написао дуги извештај о томе. Будући да је препознао Тимурове намере скривене иза тога, није оклевао, на свом повратку у Египат, да састави једнако опсежан извештај о историји Татара заједно с карактерном студијом Тимура. Сва своја сазнања послао је меринидским владарима у Фесу.
Следећих пет година Ибн Халдун је провео у Каиру довршавајући своју аутобиографију и своју историју света, те делујући као учитељ и судија. Умро је 17. марта 1406, месец дана након што је по шести пут изабран на службу маликитског кадије.

## Дела
За разлику од већине арапских учењака Ибн Халдун је за собом оставио мали број дела, не узимајући у обзир његову историју света, Китаб ал-`ибар. Значајно је да аутобиографија не алудира на те рукописе, што вероватно сугерише да је Ибн Халдун видео себе најпре и најистакнутије као историчара те је желио бити познат понајвише као аутор Китаб ал-`ибара. Из осталих извора познато је неколико других дела углавном састављених током времена које је провео у северној Африци и Шпанији. Своју прву књигу lubab al-muhassal, која је коментар на теологију ар-Разија, написао је са 19 година под надзором свога учитеља ал-Абилîја у Тунису. Дело о Суфизму, ^sifa' al-sa'il, саставио је око 1373. у Фесу. Током боравка на двору Мухамеда V, султана од Гранаде, Ибн Халдун је саставио дело о логици, `allaqa li-l-sultan.
Китаб ал-`ибар (пуни назив:  – Књига доказа, запис почетака и догађаја из дана Арапа, Персијанаца, Бербера и њихових моћних савременика), Ибн Халдуново главно дело, почетно је замишљено као историја Бербера. Касније се фокус проширио тако да у свом завршном облику (укључујући властиту методологију и антропологију) дело представља такозвану „универзалну историју“. Подељено је на седам књига, од којих се прва, Мукадима, сматра засебним делом. Од друге до пете књиге покривена је историја човечанства све до времена Ибн Халдуна. Шеста и седма књига покривају историју Магреба и берберских народа. Будући да су те књиге темељене на Ибн Халдунову личном познавању Бербера, оне за данашње историчаре представљају стварну вредност Китаб ал-`ибара.
За социологију је занимљиво да је Ибн Халдун зачео средишњи друштвени сукоб („град“ против „пустиње“) као и теорију (користећи концепт „генерације“) неопходног губитка моћи освајача градова који долазе из пустиње. Према савременом арапском учењаку Сати'ју ал-Хусрију може се сматрати да је Мукадима социолошко дело које у својих шест књига у грубим цртама приказује општу социологију; социологију политике; социологију урбаног живота; социологију економије; социологију знања. Дело се темељи око Ибн Халдунова средишњег концепта асабије, или "социјалне кохезије." Та се кохезија спонтано уздиже у племенима и другим малим сродственим групама, а може се интензивирати и повећати помоћу религијске идеологије. Ибн Халдунова анализа посматра како та кохезија води групе до моћи, али у себи садржи клицу - психолошку, социолошку, економску, политичку - пропасти или слома групе, што узрокује замењивање групе неком новом групом, династијом или царством који ће бити повезани јачом (или барем млађом и силовитијом) кохезијом.
Можда је најучесталије цитирано запажање извучено из Ибн Халдунова дела, у лаичким терминима, замисао да када друштво постане велика цивилизација (и вероватно и доминантна култура у регији), након кулминације следи раздобље пропасти. То значи да је следећа кохезивна група која осваја пропадајућу цивилизацију, насупрот њој, група варвара. Једном када варвари учврсте своју контролу над освојеним друштвом онда постају привучени рафинираним аспектима попут писмености и уметности, те или асимилирају или присвајају такве културне обичаје. Коначно нова група варвара осваја претходне варваре, те се сам процес понавља.

### Процене Ибн Халдуновог доприноса
- Британски историчар Арнолд Тојнби назвао је Мукадиму „несумњиво највећим делом своје врсте које је уопће створио неки ум у било које време или на било којем месту“.
- Бернард Луис описује Ибн Халдуна као „највећег историчара код Арапа, те можда највећег историјског мислиоца средњег века“[6]
- Абдерахман Лахсаси пише: „Ниједан историчар из Магреба откако Бербери постоје ... не може учинити ништа без његовог историјског доприноса“.

## Држава и друштво
Два основна типа друштва која Халдун изучава су: номади и сједиоци. За номаде је специфичан примитивни начин производње за властите потребе, а свакако и асабија, односно, велика блискост припадника племена (која се карактерише крвним сродством). Односи у племенској заједници регулисани су на етичко-обичајном принципу, а не на принципу права - право настаје так када настаје држава. Сједиоци су тип друштва који сада више није у сталном покрету и којем сточарство није примарна грана привреде, већ и пољопривреда. Сједиоци се јављајају са вишковима производње, који доводе до првих облика размјене и примитивне трговине, а у крајњој мјери до настанка градова (и даљег развоја).
Веома важно је истаћи да Ибн Халдун први пут разграничава државу од друштва (па се тако разликовао од грчке филозофије). Халдун се користи анализом начина производње и кроз њега објашњава настанак саме државе. При стварању државе асабија има пресудну улогу, и свакако је један од фактора према којима се могу гледати смјене генерација. Према закону о друштвеном развоју, који не зависи од човека и његове воље, сваки политички режим траје три генерације и пролази кроз четири еволутивне фазе:
- Прва генерација, чине чланови племена, и ту су присутне веома јаке везе (асабија) међу члановима племена. Овдје се први пут уочава и каризматска власт.
- Друга генерација, долази до проширења племена, а самим тим првобитна јака асабија полахко слаби. Овдје је карактеристична апсолутна власт једног човјека.
- Трећа генерација, овдје долази до савеза више племена, и првобитни начин живота се потпуно губи, а асабија јако слаби.
- Четврта генерација, асабије нема и само је питање времена када ће пропасти.

## Неки цитати из Ибн Халдунових дела

### О економији
„У раним фазама државе порези су благи у својем појављивању, али ипак доносе огромне приходе … како време пролази, а краљеви наслеђују једни друге, они губе своје племенске навике у корист цивилизованијих. Њихове потребе и хитности расту … услед раскоши у којој су били донесени. Стога они намећу свеже порезе на своје потчињене ... [и] оштро повисују стопу старих пореза ради повећања својих доприноса … Али учинци на пословање због тог пораста у опорезивању чине их осетнима. Људи се убрзо обесхрабре у послу упоредивши своју зараду с бременом њихових пореза … као последица тога производња опада, а с њом и доприноси опорезивања.“
Ова социолошка теорија укључује концепт који је у економији познат као Лаферова крива (однос између порезних стопа и порезних прихода следи облик преокренутог слова У).

### О Арапима
- „Арапи доминирају само у низинама, јер су они, по својој дивљој природи, људи пљачке и корупције. Они пљачкају све што могу узети без борбе или великог ризика, онда беже у своје уточиште у дивљини, те не стоје нити се боре осим у самообрани. Па када се сретну с неком потешкоћом или запреком, пусте је саму и потраже лакши плен. И племена добро утврђена против њих на падинама брежуљака избегавају њихову корупцију и разарање, јер се они не воле пењати узбрдо, нити давати већу потпору, нити узимати ризике. Док су низине, када их могу досећи због недостатка заштите и слабости државе, за њих отпаци и мрвице да једу, које ће наставити пљачкати, пустошити и освајати с лакоћом све док се њихов народ не порази, а онда их опонашају с обостраним сукобом и политичким падом, све док се њихова цивилизација не уништи. И Алах је свестан њихова стварања, и Он је једини, победоносан, и не постоји ниједан господин осим Њега.“[7]

#### Билешка о Ибн Халдуновој употреби речи „Арап“
Многи муслимански учењаци који су саставили своја дела на арапском, и у религијским и у интелектуалним наукама, били су неарапског порекла. Ибн Калдунова употреба термина Арап у својој историји чини се да означава класу људи, а не групу. Већина научника верује да у много случајева Ибн Халдун користи назив Арап да означи бедуина. Други научници, попут Мохамеда Чафика, то негирају.
„Од каснијих времена Абасида надаље реч Арап се односи на своје раније значење бедуина или номада, постајући тако заправо социјални радије него етнички термин. У многим западњачким хроникама из раздобља крсташких ратова израз се користи само за бедуина, док се гомила муслиманског становништва на Блискоме истоку назива Сараценима. У том смислу Тасо у шеснаестом веку говори о

Ибн Халдун, арапски историчар из четрнаестог века, који сам себе назива грађанином арапског подрекла, користи ту реч обично у том смислу.“

### О Персијанцима
Из Мукадиме:
„ … Знаменита је чињеница да су, уз мало изузетака, већина муслиманских научника … у интелектуалним наукама били неарапи … дакле оснивачи граматике су били Сибавај и након њега ал-Фариси и Аз-Зајај. Сви они били су персијског порекла … они су изумели правила (арапске) граматике … велики су правници били Персијанци … једино су Персијанци суделовали у задатку очувања знања те писања систематских школских дела. Тако истина пророкове тврдње постаје очита, 'да се учење затомило на највишим деловима небеса, Персијанци би дошли до њега' … Интелектуалне науке су такође очували Персијанци, док су их на миру пустили Арапи, који их нису култивисали … као што је био случај са свим умећима … Ова се ситуација наставила у градовима онолико дуго колико су Персијанци и персијске земље, Ирак, Хорасан и Трансоксијана (модерна средишња Азија), задржали своју седентарну културу.“